# Sargon Gabriel
Sargon Gabriel (en asirio: ܣܪܓܘܢ ܓܒܪܐܝܠ; Habbaniyah, Irak, 1 de julio de 1947) es un cantante iraquí-estadounidense de origen asirio.  El estilo musical de Sargon Gabriel corresponde a la música tradicional asiria. El cantante actualmente reside en Chicago, Illinois. Entre los escritores y compositores de sus canciones se encuentran destacados artistas, tales como el cantante Adwar Mousa.

## Biografía
Sargon Gabriel empezó a cantar cuando era un adolescente e hizo su primera aparición televisiva a la edad de 17 años en Bagdad, Irak. Empezó a cantar como parte del coro en álbumes de otro cantante asirio, Albert Ruel Tamras, antes de empezar su carrera musical como solista e incluso grabó un cover de la famosa canción de Albert Ruel Tamras "Asmar, Asmar" en su álbum de 1987, titulado Wy Wy Minnakh.
Sargon Gabriel también se ha presentado otros famosos cantantes asirios, tales como Janan Sawa y Linda George; de hecho,  ayudó a impulsar la carrera de Linda al incluirla en su canción "Dalale", de su álbum del mismo nombre lanzado en 1981. Sargon ha cantado por más de cuarenta años y ha lanzado más de veinte álbumes. Su primer álbum fue grabado en 1973. Sus canciones se han hecho muy populares dentro de la comunidad asiria desde el lanzamiento de sus primeros álbumes y sus canciones son a menudo interpretadas por otros músicos en bodas, fiestas, y otros eventos sociales.

## Discografía
- Yimma Yimma (1973)
- Atouraya (1976)
- Nineveh (1978)
- Shlama Aturaya (1980)
- Dalaleh (1981)
- Ganta D-Perdeisa (1982)
- Khooyada D-Omta (1983)
- Parzona (1984)
- Sara (1985)
- Wy Wy Minnakh (1987)
- Neqda (1989)
- Leeshana D-Yimma (1991)
- Kertey (1992)
- Nineveh (1994)
- Shooshla (1996)
- Darwid (1997)
- The Greatest Songs (1998)
- The Legend Continues (2002)
- Perdaisa (2004)
- Live in Sydney (2004)
- Al Balee (2006)
- Bassy Bassy (2010)
- Shoryen Zmara (2012)